# Ludwig von Kapff
Ludwig von Kapff ist der Name des Begründers einer alten Bremer Kaufmannsfamilie. Ludwig von Kapff ist auch ein altes Weinhaus in Bremen.

## Biografien
Der ältere Ludwig von Kapff kam 1655 von Württemberg nach Bremen; er war Kaufmann. Er war mit Rebecca von Kapff, geb. Biskanter verheiratet. Von ihm stammt die weitverzweigte Familie in Norddeutschland. 1692 gründete der spätere Bremer Ratsherr Johann Nonnen (1670–1750) eine Reederei. 1707 brachte Nonnens Schiff Wappen von Lehe zum ersten Mal Weine, Branntweine und Pflaumen von Bordeaux nach Bremen. Neben der Reederei entstand nun eine Handelsfirma, die auch mit Wein handelte. Zwischen den Familien Kapff und Nonnen bestanden familiäre und wirtschaftliche Verbindungen.
Sein Sohn war der Christoph von Kapff (1733–1819), der das väterliche Gewerbe fortsetzte und mit seiner ersten Ehefrau Elisabeth von Kapff, geb. Nonnen (1745–1780) verheiratet war. Dieser Verbindung entstammten zahlreiche Kinder. Seine zweite Ehefrau war die Amalia Charlotte Dorothea von Kapff, geb. Stock. Auch dieser Verbindung erwuchsen eine Reihe von Kindern.

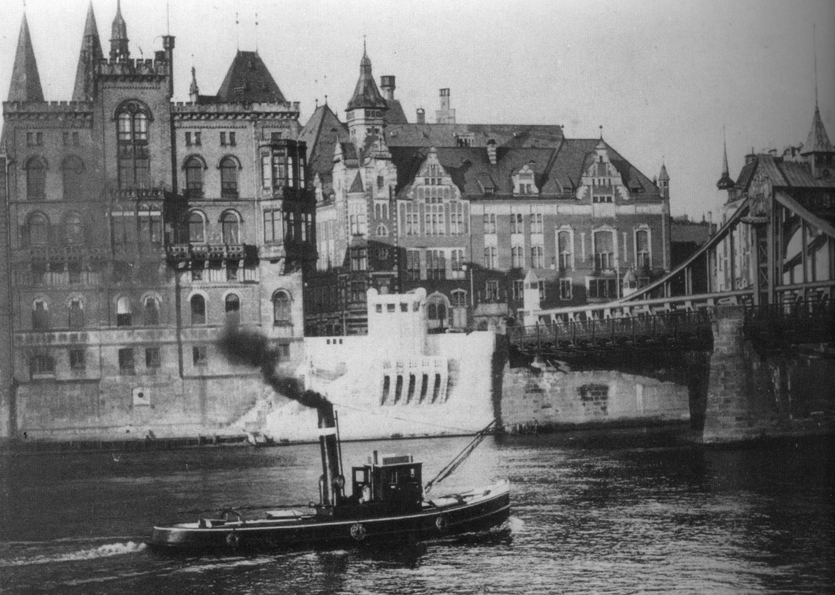
Haus der Familie von Kapff an der Großen Weserbrücke (1907)

1792 übernahm der jüngere Johann Carl Ludwig von Kapff (1765–1841) – Urenkel des älteren von Kapff – das Weinhaus, das zunächst in Bremen in der Martinistraße 48 residierte. Von Kapff konnte durch seine Kontakte zu den kaiserlichen, königlichen und adeligen Höfen das Unternehmen erfolgreich ausbauen. 1850/52 baute er nach Plänen des Architekten Heinrich Müller an der Weserbrücke im neugotischen Tudorstil ein Wohn- und Geschäftshaus, das im Volksmund aufgrund seiner Größe und des zinnenbewehrten Turmes „von Kapff’sche Burg“ genannt wurde. Dieses Haus wurde im Zweiten Weltkrieg zerstört.
Johann Wilhelm André Kapff baute nach Plänen von Ernst Klingenberg auch im Tudorstil 1865 an der Schwachhauser Heerstraße 62 eine große Villa, in der ab den 1870er Jahren bis 1936 die Malerin und Mäzenin Aline von Kapff (1842–1936) wohnte. Dieses Haus gehörte nach dem Zweiten Weltkrieg zum Kippenberg-Gymnasium und es wurde 1968 abgerissen.
Paul Ludwig von Kapff baute 1884 in Bremen am Osterdeich 53 eine Villa mit einem schönen Rokokosaal im Stil der Neorenaissance.
Das Weinhaus Ludwig von Kapff GmbH besteht als Weinimporteur noch heute im Speicher I in der Überseestadt. Eigentümer ist die Firma Eggers & Franke Gruppe aus Bremen.

## Ehrungen
- Die Ludwig-von-Kapff-Straße in Bremen-Hemelingen ist nach Ludwig von Kapff benannt worden.
- Das Von Kapff-Denkmal stammte von Jacob Ephraim Polzin. Es wurde Hermann von Kapff gewidmet (1794–1815), der in der Hanseatischen Legion diente und der als Lützower Jäger 1815 gefallen ist. Es wurde im Zweiten Weltkrieg zerstört.